# Episodi di Brutti e cattivi (terza stagione)
La terza stagione della serie animata Brutti e cattivi, composta da 13 episodi, è stata trasmessa negli Stati Uniti, da Cartoon Network, dal 13 giugno al 22 ottobre 2004.
In Italia è stata trasmessa su Cartoon Network dal 2004 a maggio 2005.
| nº  | Titolo originale                    | Titolo italiano                         | Prima TV USA    | Prima TV Italia |
| --- | ----------------------------------- | --------------------------------------- | --------------- | --------------- |
| 1a  | It's Hokey Mon!                     | Mostri strambi                          | 13 giugno 2003  |                 |
| 1b  | Boskov's Day Out                    | Domatore di Boskov                      | 1° agosto 2003  |                 |
| 1c  | Tween Wolf                          | Il lupo mannaro                         | 4 luglio 2003   |                 |
| 2a  | Grim in Love                        | Tenebra e Malaria                       | 11 luglio 2003  |                 |
| 2b  | The Trouble with Skarrina           | Che bomba la ragazza                    | 18 luglio 2003  |                 |
| 2c  | Love is "Evol" Spelled Backwards    | Un amore indiavolato                    | 11 luglio 2003  |                 |
| 3a  | Mandy the Merciless                 | Mandy, la spietata                      | 27 giugno 2003  |                 |
| 3b  | Go Spork                            | Vai, Spork!                             | 1° agosto 2003  |                 |
| 3c  | The Really Odd Couple               | La stranissima coppia                   | 27 giugno 2003  |                 |
| 4a  | Brown Evil: Part 1                  | Il biscotto della malvagità 1 Parte     | 20 giugno 2003  |                 |
| 4b  | League of Destruction               | Malvagi al vertice                      | 11 luglio 2003  |                 |
| 4c  | Brown Evil: Part 2                  | Il biscotto della malvagità 2 Parte     | 20 giugno 2003  |                 |
| 5a  | Go-Kart 3000!                       | Go-kart 3000                            | 25 luglio 2003  |                 |
| 5b  | Day of the Dreadbot                 | Il giorno dei Dreadbot                  | 11 luglio 2003  |                 |
| 5c  | Smarten Up!                         | Svegliati, cervello!                    | 18 luglio 2003  |                 |
| 6a  | Educating Grim                      | Tenebra va a scuola                     | 13 giugno 2003  |                 |
| 6b  | Gutless!                            | Mal di stomaco                          | 11 luglio 2003  |                 |
| 6c  | Toadblatt's School of Sorcery       | Scuola di magia                         | 13 giugno 2003  |                 |
| 7a  | Creating Chaos                      | Creando il caos                         | 27 giugno 2003  |                 |
| 7b  | Max Courage                         | Max Coraggio                            | 15 agosto 2003  |                 |
| 7c  | The Grim Show                       | Tenebra Show                            | 18 luglio 2003  |                 |
| 8a  | Who Killed Who?                     | Chi ha ucciso chi?                      | 4 luglio 2003   |                 |
| 8b  | Son of Nergal                       | Il figlio di Nergal                     | 25 luglio 2003  |                 |
| 9a  | Crushed                             | Una cotta per Mandy                     | 11 luglio 2003  |                 |
| 9b  | Son of Evil                         | Il figlio del male                      | 18 luglio 2003  |                 |
| 9c  | Night of the Living Grim            | La lunga notte di Tenebra               | 20 giugno 2003  |                 |
| 10a | Terror of the Black Knight          | Il terrore del cavaliere nero           | 1° agosto 2003  |                 |
| 10b | The Right to Bear Arms              | Le braccia armate                       | 18 luglio 2003  |                 |
| 10c | Battle of the Bands                 | Una battaglia rock                      | 1° agosto 2003  |                 |
| 11a | The Crawling Niceness               | Un insetto gentile                      | 18 luglio 2003  |                 |
| 11b | Cod vs. Hector                      | Merluzzo contro Hector                  | 1° agosto 2003  |                 |
| 11c | Chicken Ball Z                      | Palla di pollo                          | 15 agosto 2003  |                 |
| 12a | Grim for a Day                      | Tenebra per un giorno                   | 15 agosto 2003  |                 |
| 12b | Sister Grim                         | Suor Tenebra                            | 25 luglio 2003  |                 |
| 12c | The Halls of Time                   | Una gita nel tempo                      | 1° agosto 2003  |                 |
| -   | Billy & Mandy's Jacked-Up Halloween | Billy & Mandy in un infernale Halloween | 1° ottobre 2003 |                 |
| 13a | Five O' Clock Shadows               |                                         | 22 ottobre 2004 |                 |
| 13b | Ultimate Evil                       |                                         | 22 ottobre 2004 |                 |